# Cantón de Moravia
Moravia es un cantón situado en el área norte de la provincia de San José, en Costa Rica, y perteneciente al Gran Área Metropolitana. Limita al oeste con los cantones de San Isidro y Santo Domingo, al suroeste con el cantón de Tibás, al sur con el cantón de Goicoechea y al este y norte con el cantón de Vázquez de Coronado, y cuenta con una extensión territorial de 28,62 km². Su cabecera es el distrito de San Vicente, con categoría de ciudad. El cantón cuenta con 61 148 habitantes, de acuerdo con la última proyección demográfica del INEC.
El cantón se caracteriza por ser uno de los más desarrollados de la provincia de San José y del país, al contar con un Índice de Desarrollo Humano de 0,900, clasificado como muy alto. El cantón resalta por su alta producción de artesanías y combinar un estilo antiguo con un estilo moderno en sus ciudades y villas.

## Toponimia
El nombre del cantón proviene en honor al Benemérito de la Patria, expresidente, héroe y libertador nacional Juan Rafael Mora Porras, que nació en San José en 1814 y falleció en Puntarenas en 1860. En vista de que ya existía un cantón con el nombre de Mora, se modificó a Moravia el día 31 de julio de 1914 por el Congreso Constitucional de Costa Rica.
Existe otra versión no oficial del nombre de Moravia, la cual dice que el nombre fue influenciado por europeos que tomaron la decisión de instalarse en la zona y vieron gran similitud en sus paisajes con Moravia, una región que forma parte en la actualidad de la República Checa en Europa Central. También en el Congo, en África

## Historia
En la época precolombina el territorio que actualmente corresponde al cantón de Moravia, estuvo habitado por indígenas del llamado Reino Huetar de Occidente, que en los inicios de la conquista fueron dominios del cacique Garabito.
El primer colono que junto con su familia se estableció en las tierras que hoy es San Vicente, fue Antonio Felipe de la Huerta, en el año de 1782. En el mismo año llegaron a esta zona Francisco Alvarado y una hermana, así como Apolinar y Patricio Blanco, con la intención de dedicarse a la cría de caballos. A inicios del siglo XIX arribaron procedentes de Barva, los señores Francisco Pascual Murillo, Nicolás Matamoros, José Ángel Barquero, entre otros.
La población desde sus principios estuvo supeditada en lo civil y en lo eclesiástico al barrio San Juan del Murciélago (hoy Tibás). Para 1815 existía un telar, como una de las primeras industrias del pueblo.
En marzo de 1840, gracias al empeño y dedicación del presbítero Cecilio Umaña Fallas, se bendijo la ermita dedicada a San Vicente Ferrer. Ocho años después se inician los trabajos para la construcción de una iglesia, durante la administración del presbítero Miguel Alvarado, uno de los curas más recordados en Moravia. Este poblado perteneció a la parroquia El Carmen del cantón de San José, hasta 1863. En el episcopado de monseñor Anselmo Llorente y Lafuente, primer obispo de Costa Rica, el 18 de diciembre de 1863, se estableció la parroquia, la cual actualmente es sufragánea de la arquidiócesis de San José, de la provincia eclesiástica de Costa Rica. En 1907 se inició la construcción del actual templo católico, por iniciativa del presbítero Fermín Boladeras San Salvador. La estructura metálica, de estilo semigótico, fue traída de Alemania.
La primera referencia administrativa a Moravia se establece en 1824, cuando se menciona al barrio San Vicente bajo la jurisdicción del Cuartel del Murciélago. Eso no resulte, sin embargo, la imprecisión en cuanto a los límites geográficos de dicho barrio. La anterior situación se manifiesta en la decisión de la Municipalidad de dividir el Cuartel del Murciélago en seis caseríos. La inoperancia de dicha unidad político-administrativa se debía aparentemente a “la gran extensión del Cuartel del Murciélago” y los consiguientes problemas administrativos implícitos en la misma.
La división territorial de Costa Rica, durante el gobierno de Braulio Carrillo Colina establece, en 1841, el histórico y luego disuelto Departamento de San José y divide a éste en barrios y los barrios en cuarteles. Surge así el Barrio de San Juan, y San Vicente se convierte en Cuartel bajo la jurisdicción de dicho Barrio. A pesar de ello, la creación del Cuartel de San Vicente le permite a este asentamiento obtener alguna representatividad política y administrativa al poder elegir a 5 electores de cuartel. Participan Juan Huertas, el Cura Helio Blanco, Rafael Huertas, José de los Ángeles López y Antonio Alvarado. Al año siguiente, en 1842, se nombra al primer Alcalde de Cuartel de San Vicente, Blas Murillo y como jueces pedáneos, a Santos Umaña y Ana Marín.
En síntesis, el cuartelero debía realizar funciones en un territorio cuyos límites geográficos y administrativos él debía conocer y precisar. Recuérdese que debía ejercer no solamente autoridad ante un determinado territorio, sino, además, informar ante las autoridades superiores sobre lo que ocurría a nivel interno. Así, en uno de los informes ante el Congreso en 1846, el cuartelero de turno indica que “San Vicente es un cuartel con dos barrios. Éstos son: San Vicente y San Isidro. Tiene además oratorio público concedido por Cecilio Umaña”.
La primera escuela se fundó en 1848, llamada "Escuela para la educación de los hijos de los vecinos de San Vicente"; pagaron los habitantes una cuota de dos pesos mensuales por alumno. Dicha escuela estuvo situada al costado norte del actual parque de ciudad de San Vicente. El presbítero Cecilio Umaña, en 1862, dispuso en su testamento la creación de una Escuela de Beneficencia, con dos secciones: una para varones y otra para mujeres. 
La reorganización político-administrativa de Costa Rica en 1848 y la división del país en provincias, cantones y distritos parroquiales, introducen una nueva categoría administrativa de este asentamiento. San Vicente deja entonces de ser cuartel para convertirse en distrito. Surgen así nuevas inquietudes entre los vecinos sobre la necesidad de definir límites y gozar de autonomía política, administrativa y religiosa con respecto de San Juan.
Estas inquietudes se concretan en una de las varias gestiones realizadas ante las autoridades respectivas con dicho fin. Una de ellas es la petición de los vecinos ante la Curia de San José en 1850, para que “el barrio sea separado de San Juan en lo eclesiástico y se establezca una ayuda de parroquia en San Vicente” lo cual se concreta en 1851. Esta situación, sin embargo, aumentará las dificultades en el futuro en lo concerniente a los intentos vecinales para crear el Cantón, como se podrá ver más adelante.
En 1891 se construyó una escuela de bahareque y ladrillos, en la administración de José Joaquín Rodríguez Zeledón;fue su director Carlos Hidalgo. 
La cañería se inauguró en 1913, en el primer gobierno de Ricardo Jiménez Oreamuno.
El día 31 de julio de 1914, el Congreso Constitucional de Costa Rica, dicta el decreto mediante el cual se crea el Cantón y se rinde homenaje al expresidente Juanito Mora al denominarlo Moravia.
La primera sesión del Concejo Municipal de Moravia se realizó el 1 de enero de 1915. Los regidores de este primer Concejo fueron Melchor Rodríguez, Higinio Granados, José Umaña y Luis Zamora como secretario. El primer alumbrado público eléctrico se instaló en 1915, en la administración de Alfredo González Flores.
La creación del Cantón de Moravia no resolvió aun los problemas de conformación de su territorio administrativo. En 1914, nuevamente los vecinos de San Jerónimo piden que se les separe de Moravia porque “quedamos muy lejos de la cabecera de este y hay que pasar por Santo Domingo para llegar a San Vicente. Es más justo y menos perjudicial agregarse a Coronado de cuyo centro estamos más cerca”, petición que fue rechazada por el Congreso.
En 1926 son los vecinos de Guayabal los que piden segregarse de Moravia y pertenecer a Vásquez de Coronado por carecer de agua, gestión que fue rechazada por el Congreso. Finalmente, en 1931, se gestiona investigar y definir el límite entre San Vicente y Santo Domingo de Heredia.
Posteriormente, el 6 de diciembre de 1963, durante el gobierno de Francisco Orlich, se promulga la ley n.° 3248, la cual confiere a la hasta ese día Villa de San Vicente, el estatus de ciudad. Con dicha ley, concluye un largo proceso de definición de sus territorios jurisdiccionales cuya vigencia mantiene en la actualidad.

## Gobierno local

### Alcaldía
En las Elecciones municipales de Costa Rica de 2020, el candidato del Partido Somos Moravia, Roberto Zoch Gutiérrez, resultó el primer alcalde reelegido del cantón de Moravia.
Nuevamente para las Elecciones Municipales de Costa Rica de 2024, Roberto Zoch Gutiérrez, del Partido Somos Moravia, logra ser reelegido.

### Concejo Municipal
El Concejo Municipal de Moravia está integrado por:
| #                      | Partido                         | Nombre                                  |
| Regidores propietarios | Regidores propietarios          | Regidores propietarios                  |
| ---------------------- | ------------------------------- | --------------------------------------- |
| 1                      | Partido Liberación Nacional     | Giancarlo Casasola Chaves (Presidente)  |
| 2                      | Partido Unidad Social Cristiana | Deyanira Chacón Torres (Vicepresidente) |
| 3                      | Partido Acción Ciudadana        | Saúl Fernando Chinchilla Arguedas       |
| 4                      | Partido Acción Ciudadana        | Luis Enrique Padilla Quirós             |
| 5                      | Partido Liberación Nacional     | María Julia Loría Núñez                 |
| 6                      | Partido Nueva Generación        | Juan Artemio Carrasco Ocaña             |
| 7                      | Frente Amplio                   | Marcela Segura Elizondo                 |
| Regidores suplentes    |                                 |                                         |
| 8                      | Partido Liberación Nacional     | Cordilia Groves Miranda                 |
| 9                      | Partido Unidad Social Cristiana | Alejandro José Aguilar González         |
| 10                     | Partido Acción Ciudadana        | Ana Teresa Sancho Arroyo                |
| 11                     | Partido Acción Ciudadana        | Dalia Raquel Alfaro Umaña               |
| 12                     | Partido Liberación Nacional     | Olga Sánchez Madrigal                   |
| 13                     | Partido Nueva Generación        | Dora Emilia Yzaguirre Artavia           |
| 14                     | Frente Amplio                   | Daniel Torres Sandí                     |
| Síndicos propietarios  |                                 |                                         |
| 15                     | Partido Acción Ciudadana        | Jorge Luis Coto Vargas                  |
| 16                     | Partido Acción Ciudadana        | Douglas José Chavarría Zamora           |
| 17                     | Partido Liberación Nacional     | Mayela Garro Herrera                    |
| Síndicos suplentes     |                                 |                                         |
| 18                     | Partido Acción Ciudadana        | Margarita Hernández Valverde            |
| 19                     | Partido Acción Ciudadana        | Brenda Raquel Padilla Bermúdez          |
| 20                     | Partido Liberación Nacional     | Freddy Rolando Carmona Brown            |

La presidencia y vicepresidencia del Concejo Municipal es ejercida por los regidores propietarios Giancarlo Casasola Chaves y Deyanira Chacón Torres, de los partidos Liberación Nacional y Unidad Social Cristiana, respectivamente.
El cantón también cuenta con un Comité Cantonal de Deportes y Recreación (CCDR) y un Comité Cantonal de la Persona Joven (CCPJ).

## Organización territorial
El cantón de Moravia se compone de tres distritos, los cuales son:
- San Vicente (cabecera)
- San Jerónimo
- La Trinidad

## Geografía

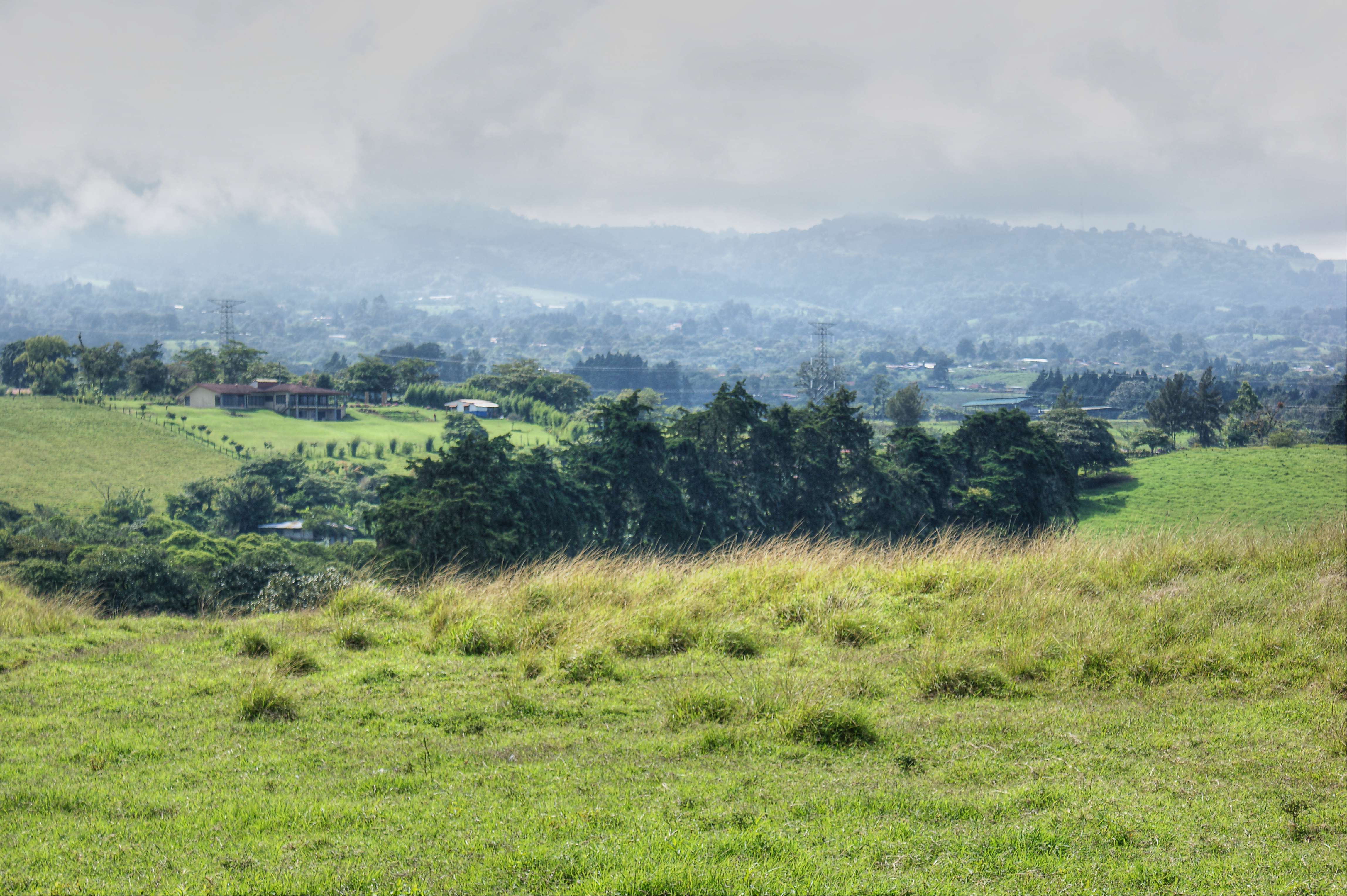
Montañas en San Jerónimo.

Las coordenadas geográficas medias del cantón de Moravia están dadas por 10° 0′ 46″ latitud norte, 84°01'20" longitud oeste. Se ubica al pie de la Cordillera Volcánica Central (entre la Depresión de La Palma y el Bajo de La Hondura), la cual sirve a su vez de límite natural con Vázquez de Coronado. Es una zona de ingreso de los vientos alisios provenientes del Mar Caribe, que se dirigen hacia el Valle Central. Por ese motivo, el clima en el cantón es usualmente ventoso y húmedo. 
La anchura máxima es de dieciséis kilómetros, en dirección noreste a suroeste, desde el puente sobre el río Hondura, camino a la finca Isabelita hasta la confluencia de las quebradas Barreal y Chiquita.

## Demografía
Para el año 2022, Cantón de Moravia cuenta con una población estimada de 59 546 habitantes, y para el último censo efectuado, en 2011, Cantón de Moravia contaba con una población de 56 919 habitantes.
De acuerdo al Censo Nacional del 2011, la población del cantón era de 56 919 habitantes, de los cuales, el 8,6% nació en el extranjero. El mismo censo destaca que había 16 874 viviendas ocupadas, de las cuales, el 78,7% se encontraba en buen estado y había problemas de hacinamiento en el 2,6% de las viviendas. El 99,2% de sus habitantes vivían en áreas urbanas. Entre otros datos, el nivel de alfabetismo del cantón es del 99,2%, con una escolaridad promedio de 11,1 años.
El mismo censo detalla que la población económicamente activa se distribuye de la siguiente manera: 
- Sector Primario: 1,7%
- Sector Secundario: 16,1%
- Sector Terciario: 82,2%

De acuerdo con el Atlas de Desarrollo Humano Cantonal de Costa Rica 2016, el cantón cuenta con una esperanza de vida de 81,4 años y una alfabetización del 99,3%. De acuerdo con las proyecciones del INEC del 2016, el cantón cuenta con una población de 61 148 habitantes. 

## Economía
El cultivo del café conformó el desarrollo demográfico y económico de esta población a partir de 1850 cuando se convirtió en el producto dominante de la región. En San Vicente dicho cultivo fue introducido por el presbítero Abelardo Velarde, que lo trajo de Cuba, y la primera persona en cultivarlo fue Ramoncita de Huertas. Otro factor importante en el desarrollo regional fue el camino a Carrillo, sitio que estuvo ubicado en la zona aledaña a la confluencia de los ríos Sucio y Honduras; el cual surgió por la necesidad de los cafetaleros de sacar el grano por el puerto de Limón, para así acortar la travesía hacia los principales mercados europeos. Originalmente se pensó en construir una vía férrea de Limón a San José, cruzando por el paso de La Palma posteriormente, en 1881, cuando el tramo había llegado a Carrillo, el gobierno de la República propuso descontinuar su construcción y a cambio abrir un camino de San José a Carrillo. Al año siguiente se inauguró esa vía, la cual se utilizó poco tiempo, ya que cayó en desuso, al concluirse la construcción del ferrocarril al Caribe en 1890, y a los altos costos en su mantenimiento. 
En la actualidad, San Vicente de Moravia es un cantón  que ha tenido un gran desarrollo económico; cuenta con largos barrios residenciales, la calle de las artesanías, la proliferación de supermercados, bares y restaurantes, y un gran centro comercial: Lincoln Plaza, inaugurado en 2012.

## Infraestructura

### Carreteras
La principal carretera del cantón de Moravia es la carretera 102, que inicia al oeste de la ciudad de San Vicente y finaliza en el centro del distrito de San Jerónimo, conectando a los tres distritos, y estos con los cantones de Goicoechea y Vázquez de Coronado. Por otro lado, al sur del cantón,se encuentra la vía 109, que conecta al cantón de Goicoechea con el centro del distrito de San Vicente, pasando en medio del barrio de Los Colegios. 

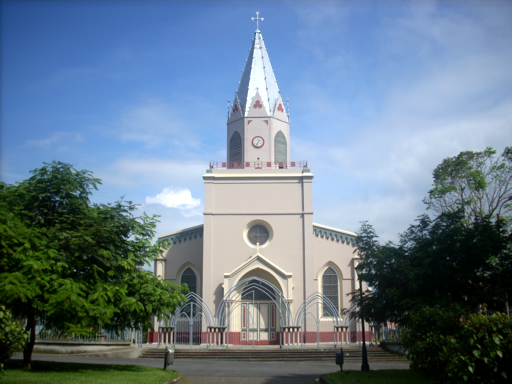
Parroquia San Vicente Ferrer en San Vicente.

### Iglesias

#### Parroquia de San Vicente Ferrer
La Parroquia de San Vicente Ferrer se fundó en 1840 y el primer templo empezó a construirse en 1848. En 1907 se inició la construcción del actual templo católico, por iniciativa del presbítero Fermín Boladeras San Salvador. La estructura metálica, de estilo semigótico, fue traída de Alemania. 
La edificación actual recibe cada domingo a devotos de un cantón que tiene tradición agrícola y lechera. El nombre de la iglesia proviene en honor a San Vicente Ferrer (1350-1419), nacido en Valencia, España. Esta obra fue impulsada por el  presbítero Miguel Alvarado y ya para ese entonces, San Vicente pertenecía  a la parroquia El Carmen del cantón de San José. 

## Cultura

### Símbolos

#### Bandera
La bandera del cantón de Moravia fue creada mediante un concurso abierto al público realizado por la Municipalidad del cantón en el año 2017. Esta fue diseñada por Luis Aguilar Rodríguez, vecino de San Vicente de Moravia. Las estrellas de la bandera representan a los tres distritos del cantón.

#### Día de San Vicente Ferrer
Esta celebración se lleva a cabo cada 5 de abril en el cantón, en conmemoración al patrono San Vicente Ferrer. Entre algunas de las actividades que se realizan como celebración se encuentra la tradicional eucaristía en honor a este Santo; la iglesia se engalana al exhibir a San Vicente Ferrer, una Procesión acompañada de bandas, y fieles llama al pueblo a unirse a esta fiesta, y al caer la noche, un baile frente a la parroquia y un juego de pólvora anuncia el fin de la celebración.

#### Artesanías
El cantón de Moravia es famoso por su producción de leche. En el distrito de San Vicente se encuentra la famosa Calle de la leche, una calle en el centro del distrito lleno de productos lácteos y de comercios de venta de artesanías hechas a mano.

### Preescolar
- Jardín de Niños Porfirio Brenes Castro

#### Escuelas
- Escuela de Platanares
- Escuela Apolinar Lobo Umaña
- Escuela de Los Sitios
- Escuela de La Isla
- Escuela de La Trinidad
- Escuela Porfirio Brenes Castro
- Escuela de San Blas
- Escuela de San Jerónimo
- Escuela Bilingüe Tricolor
- Escuela Bilingüe San Ángel

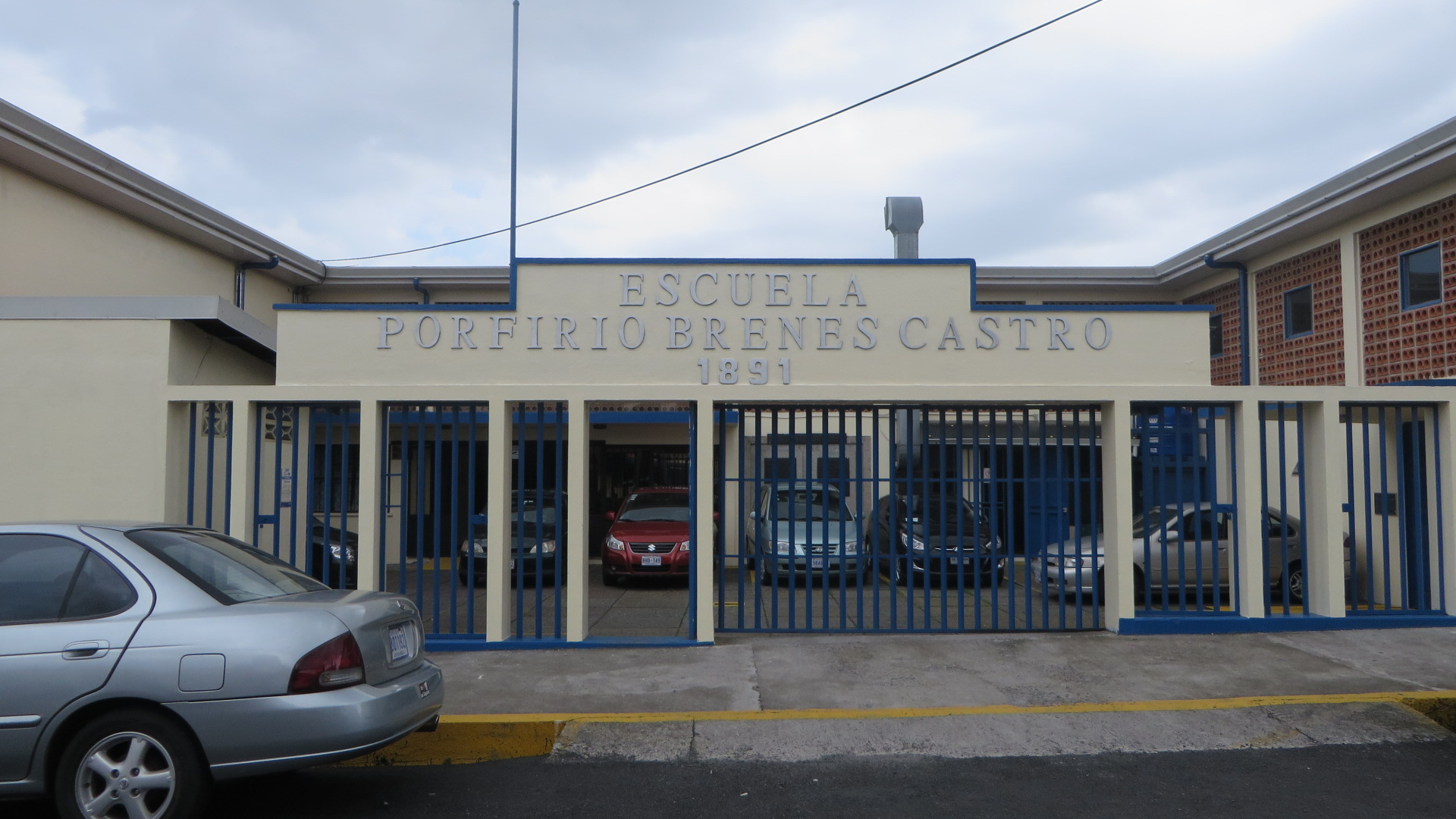
Escuela Porfirio Brenes Castro en San Vicente de Moravia

- Escuela Ecológica Braulio Carrillo
- Saint Joseph's Primary
- Saint Francis Primary
- Saint Anthony School

#### Colegios, liceos e institutos
- Liceo de Moravia
- Liceo Laboratorio Emma Gamboa
- Colegio Experimental Bilingüe de La Trinidad
- Colegio Técnico Profesional (C.T.P.) Abelardo Bonilla Baldares
- Colegio María Inmaculada (incluye educación primaria)
- Saint Joseph's College (incluye educación primaria)
- Colegio Oasis de Esperanza (incluye educación primaria)
- Colegio Nuestra Señora de Sion (incluye educación primaria)
- Saint Anthony High School (incluye educación primaria)
- Centro Educativo Las Américas (incluye educación primaria)
- Colegio Isaac Martin
- Colegio de Innovación Edcativa
- Libery Christian Academy

### Deporte
En el cantón de Moravia se encuentra el Estadio Luis Ángel "Pipilo" Umaña, un pequeño estadio para la práctica del fútbol, ubicado en la ciudad de San Vicente. Actualmente, es utilizado en juegos oficiales de la Asociación Deportiva de Moravia, equipo de la Primera División Femenina, juegos de LINAFA y en eventos especiales de distintas disciplinas deportivas.

### Sitios de interés
- Parroquia San Vicente Ferrer
- Centro de Desarrollo Humano (Antigua casa de la municipalidad)
- Instituto de Fomento y Asesoría Municipal (IFAM)
- Instituto de Desarrollo Rural (INDER)
- Centro Nacional de la Música[10]
- Lincoln Plaza
- La Calle de las Artesanías, en el centro de San Vicente
- El parque Abraham Lincoln y el quiosco de Moravia (este último es patrimonio nacional)
- Universidad Católica de Costa Rica
- Edificio Cecilio Umaña (Patrimonio nacional)
- Antigua casa de Isaac Felipe Azofeifa
- Club La Guaria
- Gimnasio del Norte
- Sykes Costa Rica
- Colegio de Ingenieros Agrónomos
- Colegio de Farmacéuticos de Costa Rica
- Colegio de Contadores Públicos de Costa Rica
- Entrada por San Jerónimo al antiguo camino de mulas, Bajo de la Hondura.

### Personajes
- Cecilio Umaña Fallas, presbítero, diputado, presidente del Congreso y gran benefactor social.[11]
- Porfirio Brenes Castro, destacado docente, conocido por sus aportes a la educación costarricense.
- Agapito Rosales Méndez, impulsor de la escuela Porfirio Brenes, donde fungió como primer director.
- André Challe Penaforte, empresario y filántropo del siglo XX, nombrado unánimemente Benefactor de Moravia por el Concejo Municipal de Moravia, 2015.
- Francisco Ulloa Báez,  maestro escultor, tuvo por muchos años un famoso taller de imágenes religiosas en Moravia.
- Luis Ángel “Pipilo” Umaña, distinguido futbolista de la comunidad y benefactor del deporte moraviano.
- Elías Villalobos Campos,  nombrado hijo predilecto de Moravia por su ayuda al cantón en el campo agropecuario.
- Fermín Murillo Huertas, líder comunal y deportivo, pionero de la imprenta de Moravia.
- Velma Sari Montero Gutiérrez, hija predilecta de Moravia y destacada escritora.
- Zelmira Porras Abarca, abnegada enfermera obstetra e hija predilecta del cantón.